# Siniša Varga
Siniša Varga, né le 24 août 1965, est un homme politique croate.